# 유전정접
유전정접(誘電正接, dissipation factor, DF)는 물리학 개념의 하나로서, 진동으로 인한 힘의 손실 비율을 측정하는 단위이다. 일반적으로 탄젠트 델타(tangent δ)로 표기된다.